# 아서 윈

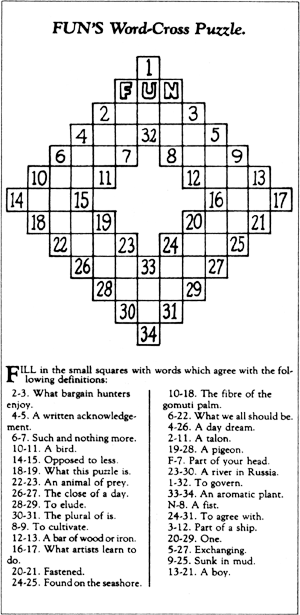
1913년12월 21일 뉴욕 월드에 처음으로 기고된 십자말

아서 윈(Arthur Wynne, 1871년 6월 22일 ~ 1945년 1월 14일)은 십자말 발명가다. 1891년 6월 6일 영국을 떠나 미국 펜실베이니아주 피츠버그에 정착한 후 피츠버그 프레스에서 근무하며 피츠버그 교향악단에서 바이올린을 연주했다. 그 후 뉴욕 시로 이사 간 후 뉴욕 월드에서 근무하는 동안 1913년 12월 21일 십자말을 발명한 후 처음 기고했다.